# Joseph Pfiffer
Joseph Pfiffer (* 19. November 1765 in Walcheren, Oberösterreich; † 27. Juli 1828) war ein österreichischer Militär-Appellationsrat.

## Leben
Joseph Pfiffer war der einzige Sohn eines in Walcheren in Oberösterreich angestellten Verwalters. Er erhielt durch seine Eltern eine sorgfältige Erziehung und zeigte früh Talent und Neigung zu den Wissenschaften. Da aber die Eltern zu wenig Vermögen besaßen, um ihrem Sohn ein Studium zu ermöglichen, bemühten sie sich erfolgreich, ihn in die gräfliche Windhaagische Stiftung zu bringen. Im Alter von zehn Jahren kam Pfiffer zuerst in das Stift Münzbach, wo er bei den Dominikanern die Humaniora lernte. In Wien trat er sodann als Zögling in das gräfliche Windhaagische Stiftungshaus ein. Er hörte dort philosophische und juridische Vorlesungen. Als Kaiser Joseph II. diese Stiftung 1786 aufhob, bekam Pfiffer das für deren Schüler bestimmte Stipendium. Mit Hilfe dieser finanziellen Unterstützung absolvierte er 1788 die juridisch-politischen Studien. Er strebte eine Karriere im Bereich der Militärjustiz an und erreichte auch am 21. Januar 1789 seine Aufnahme unter die Auditoriats-Praktikanten. Er unterzog sich der vorschriftsmäßigen Prüfung im Militärrecht und erhielt hierauf das Wahlfähigkeitsdekret zur Erlangung des Militärrichteramts.
Durch die Hofkriegsrats-Verordnung vom 25. Februar 1792 wurde er zum Syndikus beim wallachisch-illyrischen 13. Grenzinfanterieregiment befördert und wechselte von dort als Auditor zum 49. Linieninfanterieregiment. In dieser Stellung zeichnete er sich durch Geschicklichkeit, Fleiß und strenge Pflichterfüllung aus, so dass Erzherzog Karl, als Befehlshaber der damaligen Reichsarmee, ihn zu mehreren schwierigen Visitationsgeschäften beorderte. In Anerkennung seines Diensteifers wurde er, obwohl er die zur Erlangung eines Stabsauditor-Postens vorgeschriebene Prüfung wegen fortwährender Anwesenheit bei der Armee noch nicht abgelegt hatte, auch ohne diese Prüfung am 6. Dezember 1802 durch eine Entschließung Kaiser Franz’ II. zum k. k. Stabsauditor und Oberstwachtmeister befördert. Nachdem er in dieser Stellung bei verschiedenen Regimentern und zuletzt bei dem in Lemberg aufgestellten bis 1812 gedient hatte, wurde er im April 1812 zum k. k. General-Auditorleutnant und Oberstleutnant ernannt und als Referent beim k. k. Grenz-Appellationsgericht in Peterwardein in der Grenzprovinz Slawonien angestellt. Eifrig versah er diesen Posten bis 1815, als der Kaiser dieses Grenz-Appellationsgericht mit jenem der k. k. Armee zu Wien vereinigte und dessen Sitz in Wien etablierte. Bei diesem wurde Pfiffer zum wirklichen Militär-Appellationsrat und Referenten befördert. Fast 13 Jahre versah er diese Ämter und starb am 27. Juli 1828 im Alter von 62 Jahren. Er hinterließ eine Witwe und drei unmündige Kinder.